# Гина Каус
Гина (Джина) Каус (нем. Gina Kaus; урожденная Регина Винер (нем. Regina Wiener); 21 октября 1893, Вена, Австро-Венгрия — 23 декабря 1985, Лос-Анджелес, Калифорния, США) — австро-американская писательница, драматург и сценаристка.

## Биография
Дочь биржевого брокера. Училась в школе для девочек. В 1913 году вышла замуж за музыканта из Вены Йозефа Зирнера, убитого в 1915 году во время Первой мировой войны. Позже — гражданская жена банкира Йозефа Кранца. В 1920 году вышла замуж за писателя Отто Кауса, но в 1926 году, после рождения двух сыновей, супруги развелись.
В 1920 году Гина Каус опубликовала свой первый роман Der Aufstieg, в следующем году отмеченный премией Фонтане.
В Германии после прихода нацистов к власти все книги Каус были включены в список книг, подлежащих сожжению.
После аншлюса в 1938 году переехала из Вены в Париж. С началом Второй мировой войны в сентябре 1939 года эмигрировала в Соединенные Штаты. Жила несколько месяцев в Нью-Йорке, затем поселилась в Голливуде.
Автор более 35 сценариев, по которым сняты фильмы в Голливуде.
Некоторые из своих произведений издала под псевдонимом «Андреас Экбрехт».
Умерла в Лос-Анджелесе в 1985 году.

## Избранные произведения
- Der Aufstieg (1920)
- Die Verliebten (1928)
- Роскошный лайнер / Die Überfahrt / Luxusdampfer — Roman einer Überfahrt (Luxury Liner) (роман, 1932)
- Morgen um Neun (1932)
- Die Schwestern Kleh (1933)
- Екатерина Великая. Биография / Katharina die Große (1935)
- Женская тюрьма / Prison sans barreaux (рассказ, 1938)
- Конфликт / Conflit (роман, 1938)
- Prison Without Bars (пьеса, 1938)
- Чарли Чан в городе Тьмы / Charlie Chan in City in Darkness (пьеса, 1939)
- Der Teufel nebenan (Melanie / Devil Next Door) (1940)
- Остров пропавших мужчин / Isle of Missing Men (пьеса, 1942)
- Они все целовали невесту / They All Kissed the Bride (рассказ, 1942)
- Ночь перед разводом / The Night Before the Divorce (пьеса, 1942)
- Her Sister’s Secret (роман, 1946)
- Camino del infierno (рассказ, 1946)
- Три тайны / Three Secrets (рассказ, 1950)
- Мы не женаты / We’re Not Married! (рассказ, 1952)
- Teufel in Seide (роман, 1956)
- Und was für ein Leben…mit Liebe und Literatur, Theater und Film, (And what a life … with love and literature, theatre and film) (1979) — автобиография

## Сценарии
- 1999 — Три секрета / Three Secrets (ТВ)
- 1986 — Plaza Suite (ТВ)
- 1975 — Armer Richard (ТВ)
- 1965 — Der Tag danach (ТВ)
- 1957 — Das Schloß in Tirol
- 1957 — Wie ein Sturmwind
- 1956 — Teufel in Seide
- 1955 — Альфред Хичкок представляет (эпизод 1)
- 1953 — Плащаница
- 1953 — Всё, чего я желаю / All I Desire
- 1952 — Мы не женаты / We’re Not Married!
- 1951—1959 — Театр звезд Шлица (сериал) / Schlitz Playhouse of Stars
- 1950 — Три тайны / Three Secrets
- 1949 — Красный Дунай / The Red Danube
- 1948 — Джулия плохо себя ведет / Julia Misbehaves
- 1948 — Криминальный город / Whispering City
- 1946 — Her Sister’s Secret
- 1946 — Camino del infierno (1946)
- 1943 — Blazing Guns
- 1942 — Остров пропавших мужчин / Isle of Missing Men
- 1942 — Они все целовали невесту / They All Kissed the Bride
- 1942 — The Wife Takes a Flyer
- 1942 — Ночь перед разводом / The Night Before the Divorce
- 1939 — Чарли Чан в городе Тьмы / Charlie Chan in City in Darkness
- 1938 — Конфликт / Conflit
- 1938 — Prison Without Bars
- 1938 — Женская тюрьма / Prison sans barreaux
- 1933 — Роскошный лайнер/ Luxury Liner